# 랜디 윌리엄스
랜덜 ("랜디") 루벨 윌리엄스(Randel ("Randy") Luvelle Williams, 1953년 8월 23일 ~ )는 미국의 육상 선수이자, 멀리뛰기를 전문으로 활약하였다.
캘리포니아주 프레즈노 출신으로 에디슨 고등학교에서 수학하였다. 1969년 CIF 캘리포니아 주립 대회에서 3위, 1970년에는 2위를 하였다. 서던캘리포니아 대학교에 수학하면서 1972년 뮌헨 올림픽에 참가하여 금메달을 획득하였다. 그의 기록 8.34m는 그 이래 유지된 세계 주니어 기록으로 세워졌다.
1976년 몬트리올 올림픽에도 참가하였으나, 2위로 오고 말았다.
2009년 국립 육상 명예의 전당에 헌액되었다.